# Endotrahealna intubacija
Endotrahealna intubacija je invazivna terapijska metoda zbrinjavanja disajnog puta koja se zasniva na postavljanju endotrahealnog tubusa direktno u traheju. Ova tehnika omogućava bezbednu i najpouzdaniju zaštitu disajnog puta. Pored zaštite ona ona omugućava odgovarajuću oksigenaciju i ventilaciju pacijenta, razdvaja disajni put od digestivnog sistema i time sprečava rizik od aspiracije, želudačnog sadržaja, krvi i sekreta, i omogućuje davanje 100% kiseonika kao i primenu anestezioloških gasova (endotraheane anestezije), primenu lekova intrapulmonalno i traheobronhalnu sukciju.

## Istorijat metode
Po prvi put je endotrahealna intubacija primenjena u 14 i 15. veku, kada je švajcarski lekar, alhemičar, astrolog Paracelzus uveo u čovekov u dušnik cev kako bi mu spasio život. Tri veka kasnije, ljudi su spašavani na takav način zbog nedostatka vazduha.

## Opšta razmatranja
Endotrahealna intubacija je najčešće korišćena tehnika za obezbeđenje disajnog puta tokom hirurških intervencija, boravka u jedinici intenzivnog lečenja, u hitnim situacijama. Njeno korišćenje daje sigurnost za vreme dugotrajnih hirurških intervencija, toko transporta bolesnika, primene povećanog pritiska tokom mehaničke ventilacije, daje najbolju zaštitu disajnih puteva od aspiracije želudačnog sadržaja, krvi, sluzi, stranih tela, obezbeđuje toaletu disajnih puteva i na kraju, moguća je i aplikacija nekih medikamenata ovim putem, u nedostatku intravenskog pristupa.
Postoje i situacije kada je njeno izvođenje otežano ili nemoguće. Tada se moraju primeniti druge tehnike kojima se može rešiti ovaj problem. Uvođenje u svakodnevnu praksu novih tehnoloških rešenja koja imaju cilj da olakšaju otežanu intubaciju, je od velike pomoći za anesteziologe. To su brojni modeli rigidnih, polu rigidnih i video laringoskopa koji olakšavaju plasiranje endotrahealnog tubusa u traheju i umanjuju mogućnost pogrešne endotrahealne intubacije. Najširu primenu u praksi imaju laringealna maska, video laringoskopija, bronhoskopija.

## Pravci intubacije
Najčešće korišćeni pravac za endotrahealnu intubacije je orotrahealni put, u kome se endotrahealna cev plasira kroz usta i vokalni aparat u traheju. U nazotrahealnoj proceduri, endotrahealna cev prolazi kroz nosni i vokalni aparat u traheju.
Osim tehnike izvođenja orotrahealne intuvacije pomoću laringoskopa, postoje i druge: tehnika intubacije na slepo, digitalna orotrahealna intubacija, retrogradna intubacija, intubacija traheje kod traheotomije. Ali i metode intubacije koje uključuju operativnu krikotirotomiju (koja se koristi skoro isključivo u hitnim slučajevima) i traheotomiju, koja se primarno koristi u situacijama kada je predviđena produžena potreba za podrškom disajnim putevima.
Zbog toga što je ova metoda invazivna i neprijatna medicinska procedura, intubacija se obično izvodi nakon primene opšte anestezije i davanja neuromuskularnog leka. Međutim, ona se može obaviti u budnom stanju pacijenta uz pomoć lokalne anestezije ili u hitnim slučajevima bez ikakve anestezije.
Intubaciju obično olakšava korišćenje konvencionalnog laringoskopa, fleksibilnog fiberoptičkog bronhoskopa ili video laringoskopa kako bi se lakše identifikovale vokalne žice između kojih prolaziti cev za intubaciju u traheju, i time izbegao nenameran unos tubusa u jednjak. Takoše se tokom intubacije mogu koristiti i drugi uređaji i druge alternativne tehnike.

## Indikacije
U najčešće indikacije za endotrahealnu intubaciju spadaju;
| - sprečavanje zastoja tokom sprovođenja kardiopulmonalne reanimacije, - potreba za zaštitom i osiguranjem prohodnog disajnog puta - nemogućnost odgovarajuće oksigenacije i ventilacije pacijenta - toaleta disajnog puta - primena lekova intrapulmonalno - mehanička ventilacija | - komatozni bolesnik - hipoksemija bilo kog uzroka - hiperkarbija bilo kog uzroka - povrede glave sa mogućim zapadanjem jezika - anestezija, - operativni zahvati. |

## Oprema za intubaciju
Laringoskop
- Laringoskop (standardni ili video-laringoskopi). Standardni laringoskop Omogućuje laringoskopiju ili vizuelizaciju glotisa. Uz laringoskop idu špatule (krive i prave, sa izvorom svetla), drška (baterije i rezervne baterije).

Tubus i balončić
- ET tubusi različitih veličina (orotrahealni, nazotrahealni armirani dvolumenski tubus bez balončića)
- Marfijev endotrahealni tubus
- Ezofagotrahealni combitube
- Balončić ili kaf (cuff) — služi za „zaptivanje” traheje kako bi se sprečilo curenje vazduha u ekspirijumu i sprečava aspiraciju regurgitiranog sadržaja iz želuca u pluća. Preporučuje se upotreba tubusa sa kafom koji ima veliki volumen, a mali pritisak u balonu

Pomoćna oprema pri intubaciji traheje
- Intubacioni vodiči (stileti/mandreni)
- Bužije i izmenjivači tubusa
- Magilove hvataljke
- Pumpa za kaf, špric (naduvavanje balončića)
- fiksator tubusa ili zavoj, lepljiva traka
- orofaringealni tubus
- aspirator i sukcioni kateteri
- stetoskop, kapnometar za proveru položaja tubusa
- rukavice za ličnu zaštitu (zaštitne naočare)

Lekovi
- anestetik
- kiseonik i prateća oprema
- oprema za oksigenaciju i ventilaciju pacijenta pre postupka intubacije (maska određene veličine sa samošireći balonom, orofaringealni i nazofaringealni tubus)

Alternativna oprema
- laringealna maska
- set za konikotomiju itd.

Oprema prije upotrebe mora biti proverena i ispravna. Osoblje koje izvodi intubaciju mora odlično poznavati opremu i postupak, i dobro uvežbano za izvođenje endotrahealne intubacije kao i za postupke postavljanja alternativne opreme.

### Tehnika izvođenja orotrahealne intubacije
Pre početka intubacije pacijent, skida zubnu protezu i stavlja se u ležeći položaj - na leđima, bez uzglavlja, sa glavom u ekstenziji. Za vreme intubacije izvođač sedi/stoji iznad glave bolesnika u „sniffing” položaju.
Držeći laringoskop u levoj ruci vrši se njegovo uvlačenje u usta, dok se istovremeno vrh špatule uvlači u desni ugao bolesnikovih usta, kako bi se špatulom pomerao jezik ulevo i vuku napred i naviše.
Zatim se podižući laringoskop, podiže epiglotis i prikazuje rima glotidis (prostor između glasnih žica i aritenoidnih hrskavica), dok vrh krive špatule uvlači valekulu iza epiglotisa, a vrh ravne špatule podiže epiglotis.
Endotrahealna intubacija ne sme da traje duže od 30 sekundi. U slučaju bezuspešnih pokušaja, između neuspešnih pokušaja intubacije, potrebna je oksigenacija pacijenta pomoću standardne maske za lice čistim kiseonikom. Pri tome se ne sme izvršiti preoksigenacija pacijenta sa visokim protokom kiseonika.
Zatim sledi uvođenje tubusa... pod stalnom kontrolom oka, uključujući i momenat posle „prolaska” između glasnica. Tubus mora biti okrenut konkavitetom prema napred, a kod bolesnika koji diše spontano, tubus se plasira za vreme inspirijuma. Vodič tubusa se vadi kad tubus prođe rimu glotidis.
Sledi naduvavanje kafa (dok ne prestane čujno izlaženje gasova pri manuelnoj ventilaciji intubiranog bolesnika).
Na kraju procedure vrši se provera pozicije tubusa, jer fleksija glave posle intubacije može da dovede do upadanja tubusa za 1-2 cm, dok ekstenzija glave
može da dovede i do ispadanja tubusa.
Da bi se sprečilo pomeranje tubusa na kraju se vrši njegovo fiksiranje, flasterom, zavojem, posebnim držačima.

## Komplikacije
Komplikacije mogu nastati pri nepravilnom postavljanju vodilice koja može dovesti do povreda, začepljenost tubusa sadržajem ili savijanje tubusa koje dovodi do začepljenosti ili suženja. Trahealna intubacija može biti povezana sa manjim komplikacijama kao što su slomljeni zubi ili laceracije tkiva gornjeg disajnog puta. Takođe može biti povezana sa potencijalno fatalnim komplikacijama, kao što je pulmonalna aspiracija želudačnog sadržaja, što može rezultirati ozbiljnim, a ponekad fatalnim hemijskim aspiracijskim pneumonitisom ili neprepoznatom intubacijom jednjaka koji može dovesti do potencijalne smrti zbog anoksije.
U najčešće moguće komplikacije trahealne intubacije spadaju:
| - laringospazam - hipoksemija/hiperkarbija - bradikardija/tahikardija - povišenje intrakranijalnog tlaka - dislokacija donje vilice - prijelomi ili oštećenja zubi i protetskih nadomjestaka - perforacija dušnika ili jednjaka | - iščašenje vratne kičme - povrede usana, jezika, ždrela - aspiracija želudačnog sadržaja ili stranog tela - intubacija jednog bronha - začepljenost ili suženje tubusa zbog savijanja - začepljenost tubusa sadržajem - povrede nastale nepravilnim postavljanjem vođice |

Iz navedenih razloga, kako bi se izbegli potencijalni problemi, poteškoće ili komplikacije zbog prisustva neobične anatomije disajnih puteva ili drugih nekontrolisanih varijabli lekar mora pažljivo da izvrši procenu pacijenta pre nego što se preduzme trahealna intubacija. Takođe alternativne strategije za osiguranje disajnih puteva tokom intubacije moraju uvek biti dostupne.

## Napomene
1. ↑  Neophodna je provera položaja tubusa posle svakog pomeranja.

## Spoljašnje veze
- Tehnike u obezbeđenju disajnog puta

|  | Molimo Vas, obratite pažnju na važno upozorenje u vezi sa temama iz oblasti medicine (zdravlja). |